# Віджимулталіт
Віджимулталіт — рідкісний гідратований мінерал, карбонат нікелю(II) з хімічною формулою (Ni,Mg)5(CO3)4(OH)2·5H2O. Зазвичай блакитно-зеленого кольору, це крихкий мінерал, який утворюється під час вивітрювання сульфіду нікелю. Присутній на поверхнях гаспеїту, віджимулталіт має твердість за шкалою Мооса 3,5 і невідому, хоча ймовірно невпорядковану кристалічну структуру. Віджимулталіт був вперше виявлений у 1992 році у Віджимулті, Західна Австралія, і на сьогодні це його єдине відоме місцезнаходження. Його назвали наступного року троє дослідників, які першими повідомили про його існування, Ернест Г. Нікель, Брюс В. Робінсон і Вільям Г. Мумме.

## Походження
Одним із наслідків відкриття в 1966 році родовищ нікелю в Західній Австралії та подальшого буму видобутку нікелю стало відкриття нових видів вторинних мінералів у видобувних регіонах, починаючи з середини 1970-х років. Віджимулталіт вперше був знайдений на 132 North, родовищі нікелю поблизу Віджимулти, Західна Австралія, яке контролюється Western Mining Corporation. Блер Дж. Гартрел відібрав голотипний зразок віджимулталіту із запасів вторинних мінералів в цій локації. Мінерал був відкритий у 1992 році та вперше про нього повідомили в журналі American Mineralogist у 1993 році Ернест Г. Нікель, Брюс В. Робінсон і Вільям Г. Мумме, коли він отримав свою назву за своєю типовою місцевістю. Того ж року Комісія з нових мінералів і назв мінералів Міжнародної мінералогічної асоціації підтвердила існування віджимулталіту, а назву схвалила. Зразок голотипу збережено в Музеї Західної Австралії в Перті. У 2021 році віджимулталіту було присвоєно символ IMA Wmo.

## Прояви
Віджимулталіт зустрічається як вторинний мінерал. Виявлено, що він заміщує сульфід нікелю, який зазнав вивітрювання, часто в порожнистих поверхнях гаспеїту, і часто демонструє волокнисті та рідко — масивні кристали. Інші мінерали, що асоціюються з віджимулталітом, включають аннабергіт, карбоїдит, доломіт, глаукосфаерит, гідрохонесит, камбалдаїт, магнезит, непуїт, нулагініт, олівеніт, отваїт, параатакаміт, пекораїт, рівезит, ретгерсит і таковіт. Два додаткові мінерали без назви також були зареєстровані як асоційовані вторинні мінерали з ділянки 132 North, єдиного місця, де було знайдено віджимулталіт. Хвостосховище на ділянці 132 North, де вперше було вилучено віджимулталіт, більше не існує, що робить його рідкісним мінералом. На підтримку позначення епохи антропоцену існування та походження віджимулталіту разом із 207 іншими видами мінералів наводиться як доказ унікальної дії людини на глобальну стратиграфію.

## Структура

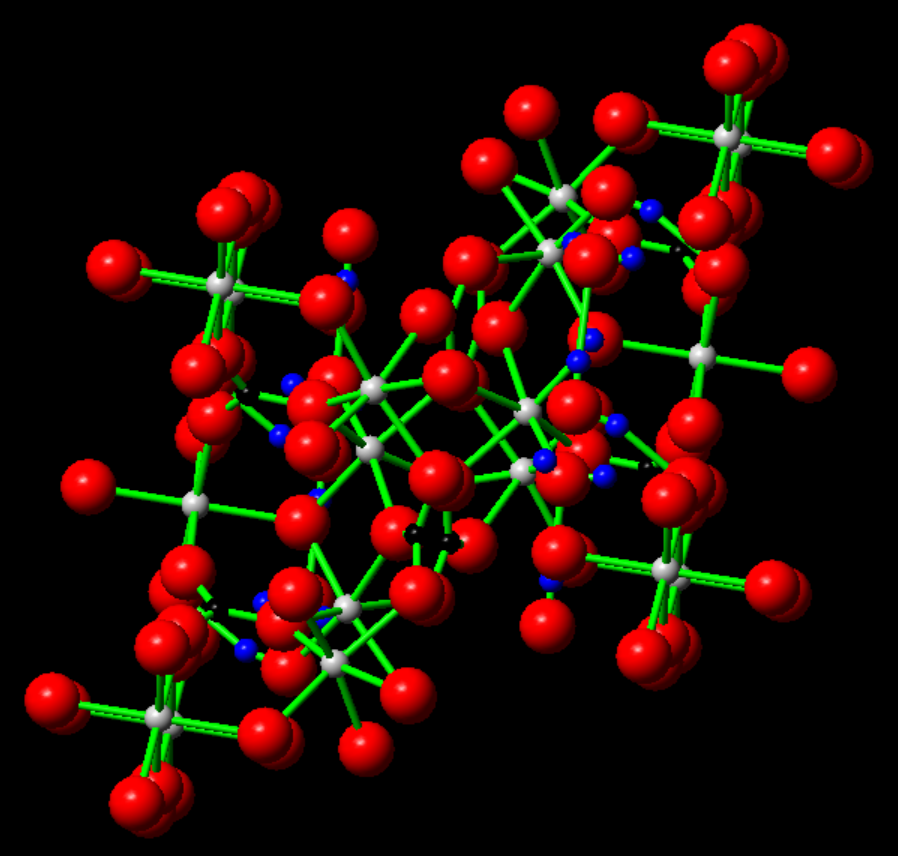
Модель можливої кристалічної структури віджимулталіту, адаптована на основі атомних параметрів його структурного аналога гідромагнезиту, як повідомили Акао та Івай, модифікована за допомогою вимірювань Нікеля та ін. Наведено вигляд вниз по осі b. Сірі атоми — нікель, чорні — вуглець, червоні — кисень, сині — водень.

Віджимулталіт — це карбонат нікелю(II), який пройшов мінеральну гідратацію. Дослідження Нікеля, Робінсона та Мумме показали хімічну формулу (Ni,Mg)5.00(CO3)4.15-(OH)1.70·5.12H2O. Дослідники помітили, що віджимулталіт є структурним аналогом нікелю, гідратованого гідромагнезиту карбонату магнію, і враховуючи це співвідношення, визначили, що ідеальний склад віджимулталіту — це Ni5(CO3)4(OH)2·4-5H2O, хоча він може містити або нікель або магній, склад віджимулталіту також може бути записаний як (Ni,Mg)5(CO3)4(OH)2·5H2O. За вагою мінерал складається з 49,58 % кисню, 34,41 % нікелю, 8,05 % вуглецю, 6,11 % магнію і 1,86 % водню. Станом на 2016 рік точна кристалічна структура віджимулталіту не була відома, хоча на основі моделей, отриманих під час аналізу мінералу за допомогою рентгенівської кристалографії, підозрювали високий ступінь структурного розупорядкування. Під оптичним мікроскопом Нікель, Робінсон і Мумме повідомили про труднощі з розпізнаванням окремих кристалів, оскільки їхні бічні розміри були надто малими.
Кристали віджимулталіту відповідають моноклінній сингонії, займаючи просторову групу P21/c. Елементарна комірка мінералу, найменша ділима одиниця, яка має однакову симетрію та властивості, упакована вдвічі більшою кількістю атомів, ніж формульна одиниця, і має розміри a = 10.06(17), б = 8.75(5) і c = 8,32(4) Å. Кожна елементарна комірка віджимулталіту має значення β 114,3(8)° і приблизний об'єм 667,48 Å3.

## Характеристики
Зразки віджимулталіту, як правило, блакитно-зелені, хоча в рідкісних випадках можуть бути трав'янисто-зеленими. Віджимулталіт — прозорий зразок із шовковистим блиском і блідою блакитно-зеленою рисою. Мінерал крихкий і ламається вздовж контактів волокон. Його виміряна питома вага становить 3,13(1), тоді як розрахована питома вага становить 3,24, а твердість 3,5 за шкалою Мооса.
При розгляді в поляризованому світлі під петрографічним мікроскопом віджимулталіт виглядає блакитно-зеленим і не виявляє плеохроїзму. Він двовісно-позитивний і має великий оптичний кут (або 2V). При вимірюванні перпендикулярно та паралельно його осі анізотропії показники заломлення становлять 1,630 та 1,640 відповідно. Це дає подвійне променезаломлення 0,010.